# Cladonema myersi
Cladonema myersi is een hydroïdpoliep uit de familie Cladonematidae. De poliep komt uit het geslacht Cladonema. Cladonema myersi werd in 1949 voor het eerst wetenschappelijk beschreven door Rees. 